# Margarethe Andersen
Margarethe Andersen, auch Margarete Andersen (* 10. Oktober 1899 in Magdeburg; † 14. November 1998 in Magdeburg) war eine deutsche Schauspielerin.

## Leben
Andersen nahm Schauspielunterricht bei Walter Bruno Iltz in Dresden. Sie debütierte in Chemnitz und erhielt Engagements am Staatstheater Dresden sowie am Nationaltheater Weimar. Ab 1950 spielte sie am Deutschen Theater Göttingen. Dort war sie 1955 unter anderem als Marthe in Der Alpenkönig und der Menschenfeind, Hanna Kennedy in Maria Stuart und als Tante in Federico García Lorcas Doña Rosita bleibt ledig zu sehen. Sie übernahm auch einige kleine Rollen in Filmproduktionen. Sie starb laut dem Deutschen Bühnen-Jahrbuch von 2000 am 14. November 1998 in Magdeburg.

## Filmografie
- 1955: Mamitschka
- 1957: Rot ist die Liebe
- 1957: El Hakim
- 1960: Der letzte Fußgänger
- 1963: …und heute ins Theater: Hanneles Himmelfahrt